# Rick Law
Rick Law (15 dicembre 1969) è un fumettista statunitense.
Tra i suoi committenti cinematografici figurano, tra gli altri, la Paramount Pictures,  MTV e i Walt Disney Studios con questi ultimi ha lavorato, tra gli altri progetti, per Il re leone II e Trilli.
Nel 1995 Law creò la serie a fumetti in bianco e nero, a tema fantastico, Beyond the Veil, di cui è autore dei testi e dei disegni.
Nel 2013, Law aiutato a creare il successo I Classici Disney set di carte collezionabili per il licenziatario Conad. La collezione distribuiva oltre 200 milioni di carte.
Law ha anche collaborato con l'Activision per il videogioco Prototype come concept artist.